# Niviventer preconfucianus
Niviventer preconfucianus is een fossiel knaagdier uit het geslacht Niviventer dat gevonden is in Longgupo in Zuid-China. Van deze soort zijn uit die grot ongeveer honderdzeventig losse kiezen en een fragment van een onderkaak met daarop twee kiezen bekend. Later zijn er ook fossielen gevonden in de grot Longgudong in het westen van Hubei.
Dit dier is ongeveer even groot als de levende N. confucianus, maar de knobbels zitten minder in een hoek. Ook is de grens tussen kroon en wortel van de kiezen minder duidelijk. De knobbel t3 op de eerste twee bovenkiezen is groot. De anterolabiale knobbel is aanwezig op de tweede en derde onderkies. De eerste bovenkies is 2.85 tot 3.47 bij 1.50 tot 1.83 millimeter, de tweede 1.95 tot 2.43 bij 1.50 tot 1.70 millimeter en de derde 1.20 tot 1.44 bij 1.10 tot 1.35 millimeter. De eerste onderkies is 2.25 tot 2.90 bij 1.30 tot 1.60 millimeter, de tweede 1.65 tot 2.20 bij 1.44 tot 1.75 millimeter en de derde 1.53 tot 2.05 bij 1.18 tot 1.64 millimeter.